# Švošov (przystanek kolejowy)
Švošov – czynny przystanek kolejowy znajdujący się we wsi Švošov w kraju żylińskim na linii kolejowej nr 180 na Słowacji.